# Francesco Stefani
Francesco Stefani (Bassano del Grappa, 17 aprile 1971) è un ex canoista italiano.

## Biografia
Nato nel 1971 a Bassano del Grappa, in provincia di Vicenza, nel 1993 ha vinto il bronzo nel C-1 a squadre ai Mondiali slalom di Mezzana, insieme a Luca Dalla Libera e Renato De Monti, chiudendo con il risultato di 175.85, dietro a Slovenia e Regno Unito.
A 25 anni ha partecipato ai Giochi olimpici di Atlanta 1996, nello slalom C-1, terminando 26º con il risultato di 189.60, ottenuto nella seconda manche.

## Palmarès

### Mondiali slalom
- 1 medaglia:
  - 1 bronzo (C-1 a squadre a Mezzana 1993)